# Estrella de l'Àrtic
L'Estrella de l'Àrtic (anglès: Artic Star) és una medalla de campanya militar instituïda pel Regne Unit el 19 de desembre de 2012 per atorgar-se a les forces de la Commonwealth britànica que van servir als combois al nord del Cercle Polar Àrtic, durant la Segona Guerra Mundial.

## Les estrelles de la Segona Guerra Mundial
El 8 de juliol de 1943, l' Estrella de 1939–43 (més tard anomenada Estrella de 1939–1945) i l'Estrella d'Àfrica es van convertir en les dues primeres estrelles de campanya instituïdes pel Regne Unit, i el maig de 1945 s'havien establert un total de vuit estrelles i nou fermalls. per premiar el servei de campanya durant la Segona Guerra Mundial. Una estrella més de campanya, l'Estrella de l'Àrtic, i un fermall més, el Fermall del Comandament de Bombarders, es van afegir posteriorment el 26 de febrer de 2013, més de seixanta-set anys després del final de la guerra.
Incloent l'Estrella de l'Àrtic i el Fermall del Comandament de Bombarders, ningú no podria rebre més de sis estrelles de campanya, amb cinc dels deu fermalls que denoten el servei que s'hauria qualificat per a una segona estrella. Només es podia portar un fermall a qualsevol estrella de campanya. El màxim de sis estrelles possibles són les següents
- L'Estrella 1939–1945 amb, quan s'atorga, o bé el Fermall Batalla d'Anglaterra o del Comandament dels Bombers.[6]
- Només una de l'Estrella de l'Atlàntic, l'Estrella de les Tripulacions Aèries d'Europa i l'Estrella de França i Alemanya. Els que guanyen més d'una només reben la primera per a la que van ser qualificats, i la segona es denota amb el fermall de cinta corresponent.[7][8][9]
- L'[[Estrella de l'Àrtic.[5][10]
- L'Estrella d'Àfrica amb, si s'atorga, el fermall primer guanyat al Nord d'Àfrica 1942–43, 8è Exèrcit o 1r Exèrcit.[11]
- O l'Estrella del Pacífic o l'Estrella de Birmània. Els que guanyaven ambdues van rebre la primera per a la que es qualificaven, amb el fermall adequat per representar la segona.[12][13]
- L'Estrella d'Itàlia.[14]

Tots els destinataris de les estrelles de campanya també van rebre la Medalla de Guerra.

## Institució
L'Estrella de l'Àrtic és un premi retrospectiu, anunciat a finals del 2012, gairebé set dècades després del final de la Segona Guerra Mundial. Va ser aprovat formalment per la Reina per ser atorgat a aquells que van servir als Combois Àrtics durant la Segona Guerra Mundial, i la producció va començar a principis del 2013.
La institució de la medalla, juntament amb el Fermall del Comandament dels Bombers, va ser el resultat final d'una campanya de 16 anys del comandant Eddie Grenfell, el tinent comandant Dick Dykes i el veterà de la Marina Mercant Jock Dempster, que van emfatitzar que el servei als combois àrtics al nord del cercle polar àrtic era completament diferent del de l'Atlàntic, pel qual s'havia atorgat l'Estrella de l'Atlàntic, amb objectius i condicions diferents que Winston Churchill havia descrit com "el pitjor viatge del món".
L'Estrella de l'Àrtic ha estat inusual, ja que és la primera medalla britànica que es va instituir i atorgar utilitzant el xifrat o efígie d'un monarca mort, i que no va donar permís per a la seva institució.

## Criteris d'adjudicació
La medalla es va atorgar per qualsevol durada del servei operatiu al nord del Cercle Polar Àrtic per membres de les Forces Armades Britàniques i la Marina Mercant. La zona de qualificació es defineix com a 66° 32' de latitud nord i el període de qualificació reconeix la gravetat particular de les condicions experimentades per aquells que van servir a l'Àrtic.
El període de servei inclòs és del 3 de setembre de 1939 al 8 de maig de 1945, la durada de la Segona Guerra Mundial a Europa. Tot i que l'Estrella de l'Àrtic té com a objectiu reconèixer el servei del personal dels combois àrtics de la Segona Guerra Mundial, altres membres de l'exèrcit i civils també poden optar-hi. L'elegibilitat es defineix de la manera següent:
- El personal de la Royal Navy i la Marina Mercant havia d'haver servit en qualsevol lloc del mar al nord del Cercle Polar Àrtic. Això inclou, entre d'altres, els vaixells que van participar i van donar suport als combois cap al nord de Rússia. El personal de la Fleet Air Arm que no va complir els requisits per servei marítim pot complir els criteris aplicables al personal de la Royal Air Force personnel.[18][20]
- Les tripulacions aèries de les Forces Aèries eren elegibles si havien aterrat al nord del Cercle Polar Àrtic o havien servit a l'aire sobre aquesta zona. Les tripulacions no aèries que haguessin realitzat servei operatiu a la zona, per exemple, les tripulacions de terra o els que haguessin navegat amb vaixells mercants Catapult Aircraft , també eren elegibles.[18][20]
- El personal de l'exèrcit que va servir als vaixells de Sa Majestat o en vaixells mercants equipats defensivament es qualificava segons les normes que s'apliquen a l'Armada o a la Marina Mercant. El personal que va participar en operacions terrestres al nord del Cercle Polar Àrtic també pot optar a la condecoració.[18][20]
- Els membres civils de les poques categories aprovades que compleixen els requisits per a les Estrelles de Campanya seran elegibles sempre que hagin complert algun dels criteris de qualificació mentre van servir en suport d'operacions militars.[18][20]
- Els ciutadans estrangers que van servir a les Forces Britàniques o del Domini, com ara la Marina Reial Canadenca i la Marina Reial Australiana, poden optar a l'Estrella de l'Àrtic sempre que no hagin estat reconeguts amb una condecoració similar dels seus propis governs.[18][20][21]

L'elegibilitat per a l'Estrella de l'Àrtic no afecta l'elegibilitat d'una persona per a altres medalles de campanya atorgades anteriorment, ni dóna dret automàticament a altres premis.

## Descripció
El conjunt de nou estrelles de campanya va ser dissenyat pels gravadors de la Royal Mint. Totes les estrelles tenen un penjador d'anell que passa a través d'un trau format per sobre del punt superior de l'estrella. Són estrelles de sis puntes, encunyades en aliatge de coure i zinc groc per encaixar en un cercle de 44 mil·límetres de diàmetre, amb una amplada màxima de 38 mil·límetres i 50 mil·límetres d'alçada des del punt inferior de l'estrella fins a la part superior del trau.
Anvers
L'anvers té un disseny central del monograma reial de Jordi VI "GRI VI", coronat per una corona. Un cercle, la part superior del qual està coberta per la corona, envolta el monograma i té inscrit THE ARCTIC STAR (Estrella de l'Àrtic).
Revers
El revers és pla.
Nomenament
La medalla va ser atorgada sense nom, tot i que alguns receptors van optar per gravar les seves medalles de forma privada d.
Cinta
La cinta fa 32 mil·límetres d'amplada, amb una banda blava de les  de 3,5 mil·límetres d'amplada, una banda blava marí per la de 6 mil·límetres d'amplada, una banda vermella de 4 mil·límetres d'amplada i una banda negra a ratlles fines de ¼ de mil·límetre d'amplada, repetides en ordre invers i separades per una banda blanca central de 4,5 mil·límetres d'amplada. Els tres colors representen les forces que van participar en la campanya, blau clar per a les Forces Aèries, blau fosc per a la Royal Navy i vermell per a la Marina Mercant, mentre que la banda blanca central, vorejada de negre, representa l'Àrtic.
El Ministeri de Defensa va presentar el disseny al Comitè Assessor de la Royal Mint. La seva recomanació va ser presentada a la Reina per a la seva aprovació.

## Destinataris
Les primeres Estrelles de l'Àrtic es van lliurar a quaranta veterans de la Segona Guerra Mundial el 19 de març de 2013 a Londres. Es creu que fins a 120.000 veterans o els seus familiars més propers poden optar a l'Estrella de l'Àrtic.A 19 de juliol de 2018, el Ministeri de Defensa havia emès 18.637 medalles de l'Estrella de l'Àrtic a veterans elegibles per autocandidatura.
El 28 de setembre de 2014, Håkon Nilsen, que va servir com a comandant de torpedes al HNoMS  Stord i va participar en 20 [combois de l'Àrtic de la Segona Guerra Mundial|combois de Múrmansk]], així com en el desembarcament de Normandia, va ser el primer i únic veterà de guerra noruec a rebre l'Estrella de l'Àrtic a títol pòstum.

## Orde de lluïment
L'ordre de lluïment de les estrelles de la campanya de la Segona Guerra Mundial estava determinat per les dates d'inici de la campanya respectives i per la durada de la campanya. Aquesta és l'ordre que s'utilitza, fins i tot quan un destinatari qualificat per a ells en un ordre diferent. La Medalla de la Defensa i la Medalla de Guerra es porten després de les estrelles. La medalla del servei voluntari canadenc es porta després de la medalla de la Defensa i abans de la medalla de Guerra, amb altres medalles de guerra de la Commonwealth que s'utilitzen després de la medalla de guerra.
- L'Estrella de 1939-45, del 3 de setembre de 1939 al 2 de setembre de 1945, tota la durada de la Segona Guerra Mundial.[28]
- L'Estrella de l'Atlàntic, del 3 de setembre de 1939 al 8 de maig de 1945, la durada de la batalla de l'Atlàntic i la Guerra d'Europa.[7]
- L'Estrella de l'Àrtic, del 3 de setembre de 1939 al 8 de maig de 1945, la durada dels combois àrtics i la guerra a Europa.[10]
- L'Estrella de les Tripulacions Aèries d'Europa, del 3 de setembre de 1939 al 5 de juny de 1944, període fins al dia D menys un.[8]
- L'Estrella d'Àfrica, del 10 de juny de 1940 al 12 de maig de 1943, durada de la campanya del nord d'Àfrica.[11]
- L'Estrella del Pacífic, del 8 de desembre de 1941 al 2 de setembre de 1945, la durada de la Guerra del Pacífic.[12]
- L'Estrella de Birmània, de l'11 de desembre de 1941 al 2 de setembre de 1945, la durada de la Campanya de Birmània.[13]
- L'Estrella d'Itàlia, de l'11 de juny de 1943 al 8 de maig de 1945, la durada de la campanya italiana.[14]
- L'Estrella de França i Alemanya], del 6 de juny de 1944 al 8 de maig de 1945, durada de la campanya del nord-oest d'Europa.[9]
- La Medalla de la Defensa, del 3 de setembre de 1939 al 8 de maig de 1945 (2 de setembre de 1945 per a aquells que serveixen a l'Extrem Orient i al Pacífic),[29] la durada de la Segona Guerra Mundial.[30]
- La  Medalla de Guerra, del 3 de setembre de 1939 al 2 de setembre de 1945, tota la durada de la Segona Guerra Mundial.[31]

Per tant, l'Estrella de França l'Àrtic es porta com es mostra:
Precedida per l'Estrella d'Àfrica.

Succeïda per l'Estrella de les Tripulacions Aèries d'Europa.

### Sud-àfrica
El 6 d'abril de 1952, la Unió de Sud-àfrica va instituir la seva pròpia gamma de condecoracions i medalles militars. Aquests nous guardons es van portar abans de totes les condecoracions i medalles britàniques anteriors atorgades als sud-africans, amb l'excepció de la Creu Victòria, que encara tenia prioritat abans de tots els altres guardons. Les medalles de la Segona Guerra Mundial atorgades als sud-africans van continuar portant-se en l'ordre que es mostra a dalt, amb la Medalla del Servei d'Àfrica portada després de la  Medalla de Guerra. Tot i que es va instituir després de 1952, l'Estrella de l'Àrtic va ser un guardó retrospectiu, per la qual cosa la seva posició en l'ordre de vestir sud-africà seguia l'ordre anterior.